# 열도
열도(列島, 문화어: 줄열, 섬도)는 군도의 한 형태로, 한 줄로 길게 늘어선 여러 섬을 가리킨다. 대개 대양의 가장자리에 판 구조론의 대륙 운동에 의해 생긴다.
열도는 수렴하는 지각판 경계를 따라 발견되는 강렬한 지진 활동을 보이는 활화산의 긴 사슬이다. 대부분의 열도는 해양 지각에서 발생하고 섭입대를 따라 암석권이 맨틀로 하강하면서 발생한다. 이는 대륙 성장이 달성되는 주요 방법이다.
열도는 지진 정도와 화산의 존재 여부에 따라 활동적일 수도 있고 비활동적일 수도 있다. 활성호는 깊은 지진대와 관련된 최근 화산 능선이다. 이것들은 또한 뚜렷한 곡선 형태, 일련의 활화산 또는 최근 사화산, 심해 해구, 화산 호의 볼록한 측면에 큰 음의 부게 이상 현상을 가지고 있다. 많은 저자들은 화산호와 관련된 작은 양의 중력 이상 현상을 화산호 아래 조밀한 화산암이 존재하기 때문에 해석해 왔다. 비활성호는 오래된 화산암과 화산암을 포함하는 일련의 섬이다.
많은 화산 사슬의 곡선 모양과 하강하는 암석권의 각도는 관련이 있다. 판의 해양 부분이 호의 볼록한 측면의 해저로 표시되고 굴곡 영역이 해저 해구 아래에서 발생하는 경우 판의 휘어진 부분은 대부분의 호 아래의 베니오프 영역과 거의 일치한다.

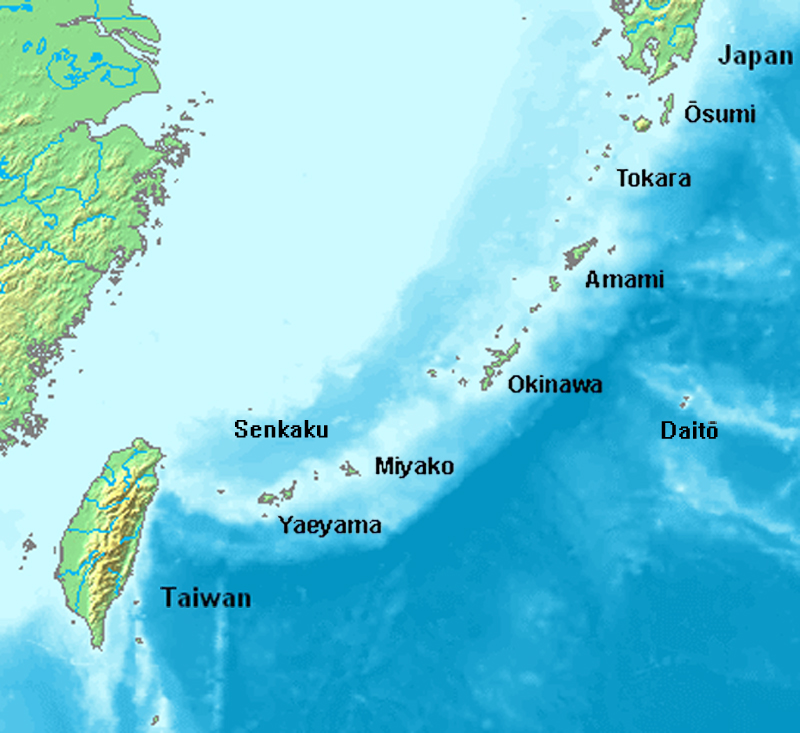
류큐 열도

## 목록
- 알류샨 열도
- 쿠릴 열도
- 일본 열도
  - 류큐 열도
- 순다 열도
  - 대순다 열도
  - 소순다 열도
- 격렬비열도
- 외연열도
- 금오열도
- 연화열도

## 같이 보기
- 화산섬